# Jesus und die Ehebrecherin

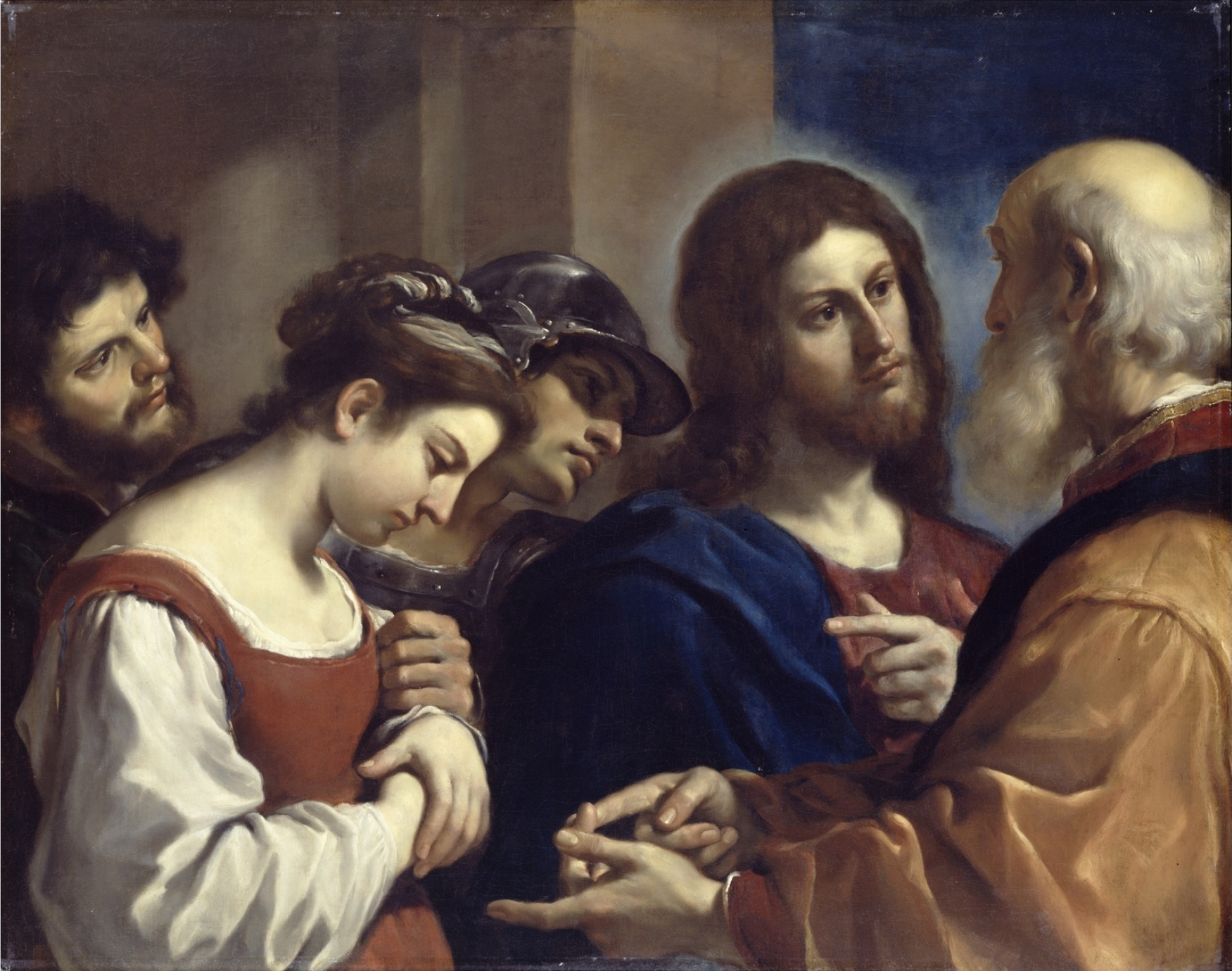
Christus und die Ehebrecherin, von Guercino, 1621 (Dulwich Picture Gallery).

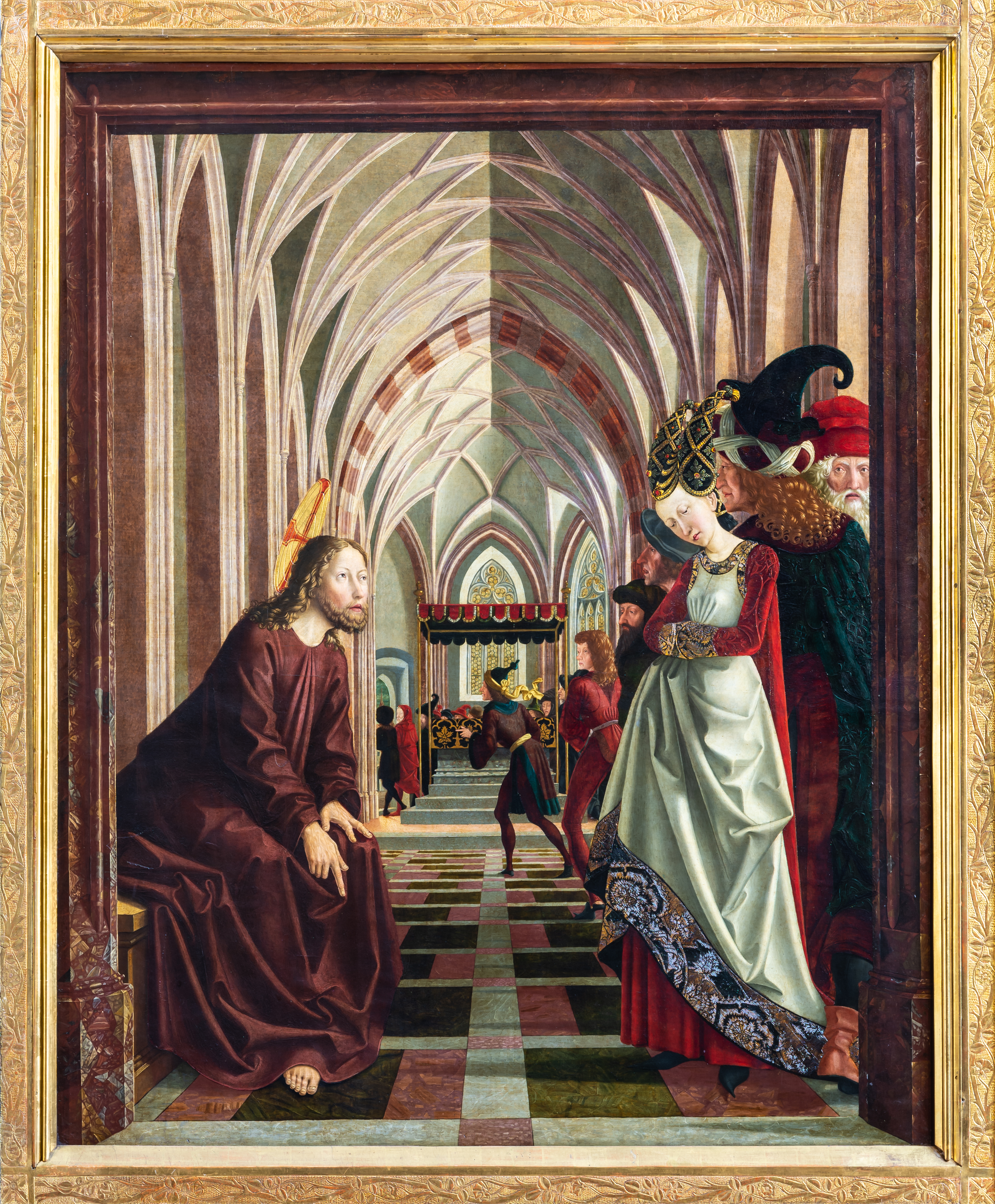
Christus und die Ehebrecherin, Michael Pacher, 1471–1479 (Pacher-Altar der Pfarrkirche St. Wolfgang im Salzkammergut)

Die Perikope über Jesus und die Ehebrecherin steht in den Versen 7,53–8,11 des Johannesevangeliums und beschreibt eine Konfrontation zwischen Jesus und den Schriftgelehrten und Pharisäern zu der Frage, ob eine Frau, die soeben beim Ehebruch ertappt wurde, gesteinigt werden muss.
Obwohl die Geschichte mit vielen Begebenheiten der Evangelien übereinstimmt und relativ einfach ist (die Didaskalia Apostolorum bezieht sich auf sie, Papias wahrscheinlich ebenso), fehlt sie in vielen Handschriften, darunter den ältesten des Johannesevangeliums, weshalb die meisten Gelehrten übereinstimmen, dass sie im ursprünglichen Johannesevangelium nicht enthalten war. Die griechischen Standardtexte des Johannes, wie auch fast alle modernen Übersetzungen, markieren die Passage mit doppelten Klammern – [[…]] –, um diese Ansicht anzuzeigen. Auch wenn also wahrscheinlich ist, dass der Text nicht im ursprünglichen Johannesevangelium zu finden war, gilt: „Die Geschichte als solche ist sehr alt und war schon zu Anfang des 2. Jahrhunderts bekannt.“ Dieser Befund ist unbestritten, unabhängig von der Frage, auf welchem Weg der Abschnitt an seinen heutigen biblischen Ort gelangt ist.
Die Wendung „den ersten Stein werfen“ aus Vers 7 dieser Passage ist als geflügeltes Wort zur Beschreibung selbstgerechten Verhaltens in viele Sprachen eingegangen.

## Die Passage in der Bibel
Johannes 8,1–11  in der Elberfelder Bibel:

8:1 Jesus aber ging nach dem Ölberg.
2 Frühmorgens aber kam er wieder in den Tempel, und alles Volk kam zu ihm; und er setzte sich und lehrte sie.
3 Die Schriftgelehrten und die Pharisäer aber bringen eine Frau, die beim Ehebruch ergriffen worden war, und stellen sie in die Mitte
4 und sagen zu ihm: Lehrer, diese Frau ist auf frischer Tat beim Ehebruch ergriffen worden.
5 In dem Gesetz aber hat uns Mose geboten, solche zu steinigen. Du nun, was sagst du?
6 Dies aber sagten sie, ihn zu versuchen, damit sie etwas hätten, um ihn anzuklagen. Jesus aber bückte sich nieder und schrieb mit dem Finger auf die Erde.
7 Als sie aber fortfuhren, ihn zu fragen, richtete er sich auf und sprach zu ihnen: Wer von euch ohne Sünde ist, werfe als Erster einen Stein auf sie.
8 Und wieder bückte er sich nieder und schrieb auf die Erde.
9 Als sie aber dies hörten, gingen sie, einer nach dem anderen, hinaus, angefangen von den Älteren; und er wurde allein gelassen mit der Frau, die in der Mitte stand.
10 Jesus aber richtete sich auf und sprach zu ihr: Frau, wo sind sie? Hat niemand dich verurteilt?
11 Sie aber sprach: Niemand, Herr. Jesus aber sprach zu ihr: Auch ich verurteile dich nicht. Geh hin und sündige von jetzt an nicht mehr!

## Textgeschichte

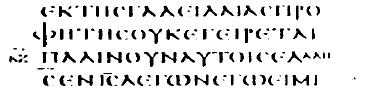
Joh. 7:52–8:12 im Codex Vaticanus (350 n. Chr.): Zeilen 1&2 – Joh. 7:52; Zeilen 3&4 – Joh. 8:12.

Die Perikope findet sich in keinem der ältesten griechischen Evangelienmanuskripte an seinem kanonischen Platz, weder auf den beiden Zeugnissen für Johannes aus dem 3. Jahrhundert – P66 und P75, noch im Codex Sinaiticus und Codex Vaticanus aus dem 4. Jahrhundert. Das erste verfügbare griechische Manuskriptzeugnis für die Perikope ist die lateinisch/griechische Diaglotte Codex Bezae des fünften Jahrhunderts.
Papias (um 125 n. Chr.) bezieht sich auf eine Geschichte mit Jesus und einer Frau, die man „vieler Sünden beschuldigte“, die im Hebräerevangelium zu finden sei. Dies mag sich auf diese Passage beziehen. Agapios von Hierapolis zitiert (um 942) aus Papias’ heute großteils verschollenem Buch (ca. 95–120) zum Johannesevangelium, eine abgekürzte Version der Perikope. Papias’ Version unterscheidet sich in einigen Aspekten von der Standardfassung; am deutlichsten wird der Unterschied bei der Herausforderung Jesu an die Meute, die bei Papias lautet: „Derjenige von Euch, der sich gewiss ist, selbst unschuldig zu sein in Bezug auf die Sünde, derer sie bezichtigt ist, lasst ihn gegen sie aussagen mit dem Beweis, dass er selbst [unschuldig] ist.“
Es gibt einen bestimmten Bezug zur pericope adulterae in der syrischen Didaskalia Apostolorum aus dem 3. Jahrhundert. Allerdings ist nicht angegeben, in welchem Evangelium, wenn überhaupt, diese Begebenheit berichtet wird.
Bis vor kurzem dachte man nicht, dass einer der griechischen Kirchenväter vor dem 12. Jahrhundert Notiz von dieser Passage genommen hätte. Doch 1941 wurde in Ägypten eine große Sammlung von Schriften von Didymus dem Blinden (ca. 313–398) entdeckt, einschließlich eines Bezugs zur Pericope adulterae, die in „einigen Evangelien“ zu finden sei. Man nimmt nunmehr an, dass diese Passage an ihrem kanonischen Platz in einigen wenigen griechischen Manuskripten in Alexandria vom 4. Jahrhundert an bekannt war. Um diese Annahme zu stützen, wird darauf hingewiesen, dass der Codex Vaticanus aus dem 4. Jahrhundert, der in Ägypten geschrieben wurde, das Ende von Johannes Kapitel 7 mit einem „Umlaut“ kennzeichnet, was anzeigt, dass eine andere Lesart zu diesem Zeitpunkt bekannt war.
Hieronymus berichtet, dass die Pericope adulterae an ihrem kanonischen Platz in „vielen griechischen und lateinischen Manuskripten“ in Rom und dem lateinischen Westen im späten 4. Jahrhundert gefunden werden konnte. Das wird durch den Konsens der lateinischen Väter des 4. und 5. Jahrhunderts n. Chr. bestätigt, einschließlich Ambrosius und Augustinus. Letzterer bemängelte, dass diese Passage unrichtigerweise in einigen Manuskripten entfernt wurde, um den Eindruck zu vermeiden, Christus habe Ehebruch sanktioniert:
„Einige Personen mit kleinem Glauben, oder eher Feinde des wahren Glaubens, fürchten, so meine ich, ihren Frauen wäre Straffreiheit vom Sündigen gegeben worden, und so entfernten sie aus den Manuskripten des Herrn Tat der Vergebung gegenüber der Ehebrecherin, als ob jener, der sagte „Sündige nicht mehr“, damit die Erlaubnis zum Sündigen gegeben hätte.“

## Geschichte der Textkritik an Johannes 7,53–8,11
Während des 16. Jahrhunderts versuchten westeuropäische Gelehrte – sowohl Katholiken als auch Protestanten – den griechischen Text des Neuen Testaments wiederherzustellen. Sie suchten die „richtigste“ oder am wenigsten veränderte Textvariante, anstatt sich auf die lateinische Übersetzung der Vulgata zu verlassen. Zu dieser Zeit wurde bemerkt, dass eine Anzahl früher Manuskripte des Johannesevangeliums die Verse von Johannes 7:53–8:11 nicht enthielten. Selbst jene Manuskripte, die sie enthielten, hatten sie mit kritischen Zeichen markiert, normalerweise mit einer Lemniskate oder einem Asterisk. Die Gelehrten bemerkten ebenfalls, dass in den Lektionaren der griechischen Kirche die Lesungen der Evangelien zu Pfingsten von Johannes 7:37 bis 8:12 gehen, aber die zwölf Verse dieser Perikope ausgelassen werden.
Zu den ersten, die kritische Anmerkungen an den Alexandrinischen Text systematisch hinzufügten, gehörte Origenes:

„In der Spalte der Septuaginta benutzte [Origenes] das System der diakritischen Markierungen, welches schon bei den Alexandrinischen Kritikern Homers üblich war (insbesondere Aristarchus). Er markierte die Stellen der Septuaginta, zu denen kein Hinweis in den hebräischen Texten zu finden waren, mit verschiedenen Formen des Obelus wie „./.“ (Lemniscus) und „/.“ (Hypolemniscus). Bereiche, die in der Septuaginta fehlten, fügte er mit einem Asterisk (*) markiert ein. In beiden Fällen markierte ein Mentobelus (Y) das Ende der Markierung.“

Frühe Textkritiker, die mit der Benutzung und Bedeutung dieser Markierungen in den klassischen griechischen Werken wie Homer vertraut waren, interpretierten jene Zeichen an Johannes 7,53–8,11 daher als Interpolation des Textes und nicht ihren ursprünglichen Inhalt.

## Hinweise in den Handschriften

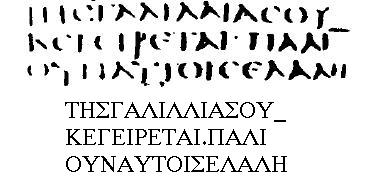
Johannes 7:52–8:12 im Codex Sinaiticus

Sowohl das Novum Testamentum Graece (NA27) als auch die United Bible Societies (UBS4) bieten den kritischen Text der Perikope, jedoch markieren sie ihn mit [[Doppelklammern]], um anzuzeigen, dass diese Passage als spätere Einfügung in den Text angesehen wird. Dennoch ordnet UBS4 die Rekonstruktion der Wortwahl der Perikope als { A } ein. Das bedeutet, dass man sich „sehr sicher“ ist, den ursprünglichen Text der Einfügung wiederzugeben.
1. Auslassung der Perikope. Papyrus 66 (ca. 200) und 75 (frühes 3. Jahrhundert); Codices Sinaiticus und Vaticanus (4. Jahrhundert), ebenso wahrscheinlich Alexandrinus und Ephraemi (5. Jh.), Codices Washingtonianus und Borgianus (ebenso 5. Jahrhundert), Regius aus dem 8. Jh., Athous Lavrensis (ca. 800), Petropolitanus Purpureus, Macedoniensis, Codex Sangallensis und Koridethi aus dem 9. Jahrhundert und Monacensis aus dem 10. Jh.; Unzial 0141 und 0211; Minuskel 12, 22, 32, 33, 39, 63, 96, 124, 134, 151, 157, 169, 209, 228, 565, 788, 828, 1230, 1241, 1242, 1253, 1333, 2193 and 2768; die Mehrheit der Lektionare; einige Vetus Latina, der Großteil der syrischen, koptischen (sahidischer Dialekt), gotischen, einige armenische und georgische Übersetzungen; Diatessaron (2. Jahrhundert); offensichtlich Clemens von Alexandria (verstorben 215), andere Kirchenväter wie Tertullian (verstorben 220), Origenes (verstorben 254), Cyprian (verstorben 258), Johannes Chrysostomos (verstorben 407), Nonnus (verstorben 431), Cyril von Alexandria (verstorben 444) und Cosmas (verstorben 550).
2. Verwendung der Perikope. Codex Bezae (5. Jahrhundert), Codices des 9. Jahrhunderts: Boreelianus, Seidelianus I, Seidelianus II, Cyprius, Campianus und Nanianus, ebenso Tischendorfianus IV aus dem 10. Jh.; Minuskel 28, 700, 892, 1009, 1010, 1071, 1079, 1195, 1216, 1344, 1365, 1546, 1646, 2148, 2174; der Großteil des Byzantiner Textes; die Mehrheit des Vetus Latina, die Vulgata, einige syrische, bohairische Dialekte des Koptischen, einige armenische und äthiopische Übersetzungen; Didascalia (3. Jahrhundert), Didymus der Blinde (4. Jahrhundert), Ambrosiaster (4. Jahrhundert), Ambrosius (verstorben 397), Hieronymus (verstorben 420), Augustinus (verstorben 430).
3. Markierung der Perikope als fraglich mit einem Asterisk (*) oder Obelus (÷): Codex Vaticanus 354 (S) und die Minuskeln 4, 83, 161, 164, 166, 200, 202, 1077, 1443 und 1445 enthalten die vollständige Perikope von 7:53; die Menologion von Lektionar 185 schließt 8:1ff ein; Codex Basilensis (E) enthält 8:2ff; Codex Tischendorfianus III (Λ) und  Petropolitanus (П) als auch die Menologien der Lektionare ℓ 4, ℓ 69, ℓ 70, ℓ 211, ℓ 1579 und ℓ 1761 enthalten 8:3ff.
4. Verschiebung der Perikope. Familie 1, 135, 207 sowie fast alle armenischen Übersetzungen ordnen die Perikope nach Johannes 21:25 ein. In Familie 13 ist es nach Lukas 21:37 angeordnet. Ein Korrektor von Minuskel 1333 fügte 8:3–11 nach Lukas 21:37 ein. Minuskel 225 ordnet die Perikope nach Johannes 7:36 an. Minuskel 129 fügt Johannes 8:3–11 nach Johannes 21:25 ein.

## Historischer Wert
Viele Gelehrte „kommen zu dem Schluss, dass die Geschichte ein tatsächliches Ereignis im Leben [Jesu] wiedergibt“. Ob die Geschichte auf ein reales Ereignis im Leben Jesu zurückgeht, ist nicht unumstritten. Falls sie keinen historischen Kern hat, ist sie „vermutlich anfangs des 2. Jahrhunderts, aus Protest gegen eine immer strengere Bußpraxis in der Alten Kirche entstanden.“
Gegen die Historizität des Ereignisses spricht beispielsweise, dass die römische Besatzungsmacht in Palästina zur Zeit Jesu den jüdischen Gerichten die Berechtigung, Todesurteile zu fällen, entzogen hatte. Der Exeget Walter Klaiber, Herausgeber der Kommentarreihe Die Botschaft des Neuen Testaments sieht aber gute Gründe, die für ein im Kern historisches Ereignis sprechen: „Die inhaltliche Nähe zu der Geschichte von der »großen Sünderin« in Lk 7,36–50 spricht dafür. Es dürfte auch schwerfallen, in der frühen Kirche eine theologische Richtung zu finden, die eine solch liberale Haltung vertrat. Dagegen gibt es gerade aus Jerusalem Berichte über Lynchjustiz durch Steinigung […] Vor allem aber weist die Aussage in V. 7: Wer unter euch ohne Sünde ist, der werfe den ersten Stein auf sie […] alle Merkmale eines echten Jesus-Wortes auf.“

## Rezeption

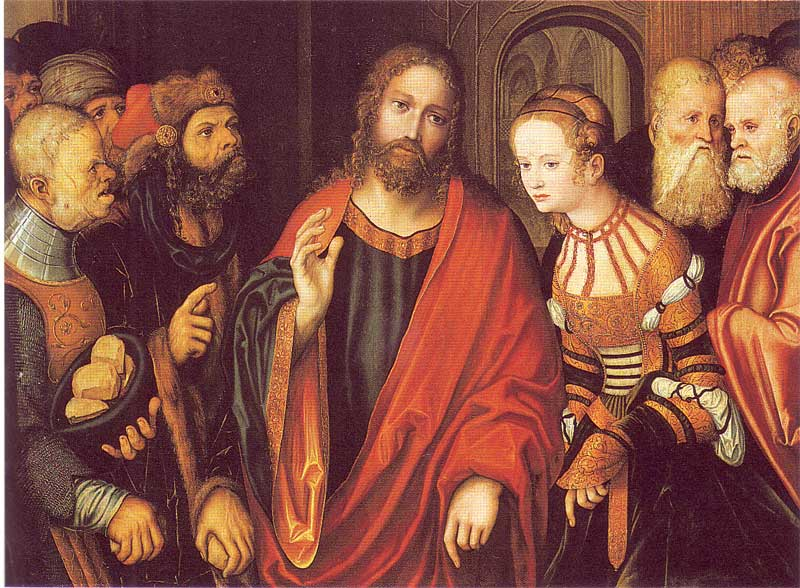
Christus und die Ehebrecherin von Lucas Cranach dem Älteren in der Fränkischen Galerie in Kronach

Die Szene wurden von vielen Malern aufgegriffen, darunter Giovanni Francesco Barbieri, Pieter Bruegel der Ältere, Antoine Caron, Lucas Cranach d. Ä., Hans Kemmer, Nicolas Poussin und Jacopo Tintoretto. Eines der Gemälde zum Thema, das erst Tintoretto, aber mittlerweile Hans Rottenhammer zugeschrieben wurde, diente als Inspiration für die Erzählung L’Adultera von Theodor Fontane.
Einzelne Darstellungen:
- Pieter Bruegel der Ältere: Christus und die Ehebrecherin (1565)
- Hans Kemmer: Christus und die Ehebrecherin (1535)
- Emil Nolde: Christus und die Ehebrecherin (1926)[10]